# Phylloicus aeneus
Phylloicus aeneus is een schietmot uit de familie Calamoceratidae. De soort komt voor in het Neotropisch en het Nearctisch gebied.